# Direktbetalning
Direktbetalning är ett betalningsalternativ i nätbutiker. 

## Så fungerar det
Konsumenten väljer sin internetbank och ansluts krypterat eller skickas till inloggningssidan för internetbanken där verifiering - på sedvanligt sätt med bankens säkerhetslösning - sker. Verifiering sker vanligtvis med bankdosa eller Mobilt BankID som banken ställer ut. Uppgifter om betalningsmottagare och belopp är redan ifyllda och konsumenten behöver bara välja konto och genomföra betalningen.

## Fördelar för konsumenten
Fördelarna med denna betalningsform är att konsumenten aldrig behöver lämna ut några känsliga uppgifter som kan återanvändas och att betalningssättet är lika säkert som internetbanken. Det finns stora likheter med processen att betala sina räkningar. 

## Nackdelar för konsumenten
Nackdelarna för konsumenten är att betalningen sker i förskott. Om leveransen av varan inte sker har konsumenten små möjligheter att enkelt få tillbaka sina pengar. För att kunna genomföra betalningen krävs att man har säkerhetsprogramvara installerad och/eller har tillgång till utrustning för signering, exempelvis en bankdosa eller Mobilt BankID i en smartphone.

## Fördelar för nätbutiken
Avgifter för betalning med kreditkort är i allmänhet mycket dyrare än direktbetalning. Direktbetalning är en oåterkallelig betalning vilket ger en mycket hög säkerhet för butiken jämfört med betalning med kort. Kreditrisken är noll. Även det faktum att konsumenten känner sig trygg med direktbetalning innebär en fördel eftersom fler konsumenter genomför köpet än om butiken inte skulle erbjuda detta betalningssätt.

## Nackdelar för nätbutiken
Betalningarna sker transaktionsvis till företagets konto vilket gör att avstämningen blir svårare för butiker med stora volymer om de inte använder en leverantör som levererar avstämning och utbetalningar på ett och samma ställe.

## Direktbetalning fungerar med följande banker i Sverige
Bankkontoinnehavare hos följande banker kan betala med direktbetalning om de är anslutna till respektive banks internetbank:
- Handelsbanken
- Nordea
- SEB
- Swedbank
- Danske Bank

## Direktbetalning i andra länder
I Nederländerna har flera banker ett gemensamt system som kallas Ideal. I Tyskland finns även där ett bankgemensamt system som heter Giropay och en leverantör som heter Sofort AG (numera ägt av Klarna). I Sverige erbjuder Trustly en variant av Direktbetalning där konsumenten använder sitt bankkonto och vanliga bankdosa/Mobilt BankID för att genomföra en betalning. Den teknik som Sofort/Klarna och Trustly använder konkurrerar med bankägda direktbetalningslösningar och har kritiserats av vissa europeiska banker. Samtidigt har EU-kommissionen i samband med framläggandet i sitt förslag till reviderat betaltjänstdirektiv uppmärksammat de fördelar för konsumenterna som både Trustlys och Soforts teknologi innebär.  Norges variant kallas Bankaxess och där använder man BankID för identifikation. I Finland är direktbetalning det vanligaste betalsättet vid e-handel. Av DIBS e-handelsindex maj 2008 framgår att 43% av konsumenterna i Finland föredrar direktbetalning. Även Danmark har direktbetalningar men används i relativt liten utsträckning. 

## Teknisk uppkoppling för nätbutiken
Butiker kan välja mellan att koppla upp sig till respektive banks gränssnitt (gäller Swedbank, SHB, Nordea, SEB och Danske Bank) direkt, använda sig av en betalväxel för dessa banker eller koppla upp sig genom en tredjehandspart som till exempel Trustly i Sverige eller Sofort i Tyskland.